# 당반럼
당반럼(베트남어: Đặng Văn Lâm, 베트남어 발음: [ɗɐˀːŋ vɐn lə̄m], 1993년 8월 13일~), 또는 레프 쇼노비치 단크(러시아어: Лев Шонович Данг)는 러시아 출신 베트남의 축구 선수로 포지션은 골키퍼이다. 현재 V리그 1의 토펜랜드 빈딘과 베트남 축구 국가대표팀에서 활동하고 있다.

## 프로 입단 전
1993년 8월 13일 러시아의 수도 모스크바에서 베트남인 아버지 당반서(베트남어: Đặng Văn Sơ)와 러시아인 어머니 올가 주코바(러시아어: Ольга Жукова) 사이에서 태어났다. 2004년부터 2006년까지 스파르타크 모스크바와 디나모 모스크바 유스팀에서 활동한 뒤 2006년부터 2010년까지 호앙아인 잘라이 유스팀에서 활동했다.

## 구단 경력
2011년 호앙아인 잘라이에서 프로에 전격 데뷔했으나 자리를 잡지 못했고 이후 2012년부터 2015년까지 라오스 리그 1의 호앙아인 아타페우, 러시아 하부리그의 두슬라르 모스크바와 로디나 모스크바를 거쳐 하이퐁 FC 이적을 통해 베트남으로 복귀했다.
그 후 2015년부터 2019년까지 하이퐁 FC에서 주전 골키퍼로 활약하며 2016 시즌 V리그 1 준우승에 기여했고 2019년 6월 태국 리그 1의 무앙통 유나이티드와 3년 계약을 체결한 후 주전으로 발탁되며 7월까지 2019 시즌 리그 강등권에 머물러 있던 팀을 5위까지 끌어올리는 역할을 수행했다.
그 후 2021년 1월 27일 일본 J1리그의 세레소 오사카로 이적하여 2021 시즌 J리그컵 준우승, 2021년 AFC 챔피언스리그 16강 진출 등을 경험했지만 한국인 주전 골키퍼인 김진현과의 주전 경쟁에 밀려나면서 결국 2022년 8월 토펜랜드 빈딘 이적을 통해 자국 리그로 복귀했다.
그리고 자국 리그 복귀 후 2022 시즌 리그 3위와 베트남 내셔널컵 준우승에 기여하는 등 현재까지도 토펜랜드 빈딘의 주전 골키퍼로 활약하고 있다.

## 국가대표팀 경력

### 베트남 A대표팀
2017년 6월 13일 요르단과의 2019년 AFC 아시안컵 3차 예선 C조 2차전에서 국제 A매치 데뷔전을 치른 후 이듬해에 열린 2018년 아세안 챔피언십 8경기에 모두 출전했고 특히 말레이시아와의 결승 2차전에서 눈부신 선방쇼를 펼치며 베트남의 10년만의 우승에 공헌했다.
그리고 또 다시 이듬해에 열린 2019년 AFC 아시안컵 본선에서도 5경기에 모두 선발로 출전했고 특히 2019년 AFC 아시안컵 3차 예선 상대이자 본인의 A매치 데뷔전 상대였던 요르단과의 16강전 승부차기에서 상대팀의 3번째 키커인 아마드 살레흐의 슈팅을 완벽하게 막아내며 베트남의 12년만의 아시안컵 8강 진출의 일등공신으로 활약했다.
이후 2022년 아세안 챔피언십에서도 팀의 주전 골키퍼로 활약하며 베트남의 준우승을 이끈 것은 물론 우승을 차지했던 2018년 대회에 이어 4년만에 아세안 챔피언십 베스트 11에 선정되는 영예를 안았다.
그리고 2023년 10월 17일 수원월드컵경기장에서 열린 대한민국과의 친선 원정 경기에 선발로 출전하여 상대팀 주장인 손흥민과의 1:1 상황에서 2번이나 선방을 해내며 활약했으나 기량 차이를 극복하지 못한 채 0-6으로 대패를 당하는 수모를 겪었다.

## 수상 내역

### 클럽
하이퐁 FC
- V리그 1 : 준우승 (2016)

 세레소 오사카
- J리그컵 : 준우승 (2021)

토펜랜드 빈딘
- V리그 1 : 3위 (2022)
- 베트남 내셔널컵 : 준우승 (2022), 3위 (2023)

### 국가대표팀
베트남
- 아세안 챔피언십 : 우승 (2018), 준우승 (2022)
- VFF컵 : 우승 (2018, 2022)
- 킹스컵 : 준우승 (2019)

### 개인
- 아세안 챔피언십 베스트 11 : 2018, 2022[3]
- 동남아시아 축구 연맹 베스트 11 : 2019[4]

## 개인사
아버지 당반서와 어머니 올가 주코바는 러시아에서 예술가로 활동했으며 올가는 전직 발레 무용수였다. 아버지 당반서는 베트남의 인민예술가 당반훙(베트남어: Đặng Văn Hùng)의 쌍둥이 형제이며 그에게는 남동생 당반마인(베트남어: Đặng Văn Mạnh), 여동생 당타인장(베트남어: Đặng Thanh Giang), 당반훙의 딸이자 사촌 당린응아(베트남어: Đặng Linh Nga)가 있다. 어머니 올가는 소련의 골키퍼 레프 야신을 우상으로 여기고 있었고 그의 이름 '레프(러시아어: Лев)'를 당반럼에게 지어주었다.
당반럼은 예술가 집안에서 태어났고 좋은 목소리를 가지고 있으며 베트남어, 러시아어, 영어를 구사하지만 예술가가 아닌 축구 선수 경력을 시작했다. 2018년 아시안 게임 남자 축구에 참가하는 베트남 U-23 축구 국가대표팀의 선발 명단에서 탈락했을 때 아버지가 축구 선수를 그만두고 베트남에서 러시아로 돌아와 회계사로 활동할 것을 권유했으나 당반럼은 이 제안을 거절했다.
당반럼은 동방 정교회를 믿고 있으며 베트남 축구 국가대표팀에 발탁된 동방 정교회를 믿는 첫 번째 베트남인이 되었다. 그는 베트남 대표팀 외에 러시아 축구 국가대표팀도 응원하고 있으며 2018년 FIFA 월드컵에서 러시아 대표팀이 스페인 축구 국가대표팀에 승리하면서 8강으로 진출한 것을 축하했다. 그는 레프 야신 외에 아르툠 주바를 우상으로 삼고 있다.